# Episodi di Settimo cielo (settima stagione)
La settima stagione della serie televisiva Settimo cielo (7th Heaven), composta da 22 episodi, è stata trasmessa per la prima volta negli Stati Uniti dal 16 settembre 2002 al 19 maggio 2003 sulla rete The WB. In Italia è stata trasmessa in prima visione su Italia 1 dal 12 maggio all'11 giugno 2004.
| n° | Titolo originale              | Titolo italiano              | Prima TV USA      | Prima TV Italia |
| -- | ----------------------------- | ---------------------------- | ----------------- | --------------- |
| 1  | Monkey Business (1)           | Una relazione seria          | 16 settembre 2002 | 12 maggio 2004  |
| 2  | Monkey Business Deux (2)      | La pietra dello scandalo     | 23 settembre 2002 | 13 maggio 2004  |
| 3  | The Enemy Within              | Il nemico che è in noi       | 30 settembre 2002 | 14 maggio 2004  |
| 4  | Bowling for Eric              | Il grande cuore di Eric      | 7 ottobre 2002    | 17 maggio 2004  |
| 5  | The Heart of the Matter       | Il cuore del problema        | 14 ottobre 2002   | 18 maggio 2004  |
| 6  | Regarding Eric                | La convalescenza             | 21 ottobre 2002   | 19 maggio 2004  |
| 7  | Gabrielle Come Blow Your Horn | Un nuovo pastore             | 4 novembre 2002   | 20 maggio 2004  |
| 8  | Peer Pressure                 | Sotto pressione              | 11 novembre 2002  | 21 maggio 2004  |
| 9  | Lost Soul                     | Anime perse                  | 18 novembre 2002  | 24 maggio 2004  |
| 10 | A Cry For Help                | Grido d'aiuto                | 24 novembre 2002  | 24 maggio 2004  |
| 11 | Sunday                        | La messa della Domenica      | 13 gennaio 2003   | 27 maggio 2004  |
| 12 | Back in the Saddle Again      | Voglia di vivere             | 20 gennaio 2003   | 28 maggio 2004  |
| 13 | It's Not Always About You     | La terapia                   | 27 gennaio 2003   | 30 maggio 2004  |
| 14 | Smoking                       | Stress da fumo               | 3 febbraio 2003   | 1º giugno 2004  |
| 15 | I Love Lucy                   | La festa degli innamorati    | 10 febbraio 2003  | 2 giugno 2004   |
| 16 | Stand Up                      | L'accusa                     | 17 febbraio 2003  | 3 giugno 2004   |
| 17 | High Anxiety                  | Matrimonio in pericolo       | 24 febbraio 2003  | 4 giugno 2004   |
| 18 | We Do                         | Lo voglio                    | 21 aprile 2003    | 7 giugno 2004   |
| 19 | That Touch of Bink            | Il tocco della signora Bink  | 28 aprile 2003    | 8 giugno 2004   |
| 20 | Dick                          | La truffatrice               | 7 maggio 2003     | 9 giugno 2004   |
| 21 | Life and Death: Part 1        | Vita e morte (prima parte)   | 12 maggio 2003    | 10 giugno 2004  |
| 22 | Life and Death: Part 2        | Vita e morte (seconda parte) | 19 maggio 2003    | 11 giugno 2004  |

## Una relazione seria
- Titolo originale: Monkey Business (1)
- Diretto da: Tony Mordente
- Scritto da: Brenda Hampton

### Trama
Kevin ora vive nell'appartamento sul garage e nonostante conosca da poco tempo Lucy aspetta il momento giusto per chiederle di sposarla... Kevin invita la sua nuova compagna di lavoro, Roxanne, per farle conoscere Lucy ma le cose tra le due ragazze non partono col piede giusto. Robbie è geloso di Kevin perché lo vede come il fratello maggiore che cerca di sostituire Matt. Ruthie fa amicizia con uno scimpanzé e vuole a tutti i costi tenerlo. Mary ha un nuovo misterioso fidanzato che non vuole far conoscere ai genitori fino a quando lui non si presenta alla sua porta di casa senza preavviso.
- Guest star: Oliver Adams (Jake Davis), Jessica Biel (Mary Camden), Chaos (Eisenhower), Grant Goodeve (Capitano Jack Smith), Rachel Blanchard (Roxanne Richardson), Amit Mehta (Curtis), Brandon Henschel (Big Guy)

## La pietra dello scandalo
- Titolo originale: Monkey Business Deux (2)
- Diretto da: Joel J. Feigenbaum
- Scritto da: Brenda Hampton

### Trama
Il servizio di Simon di fidanzato a pagamento comincia a dare i suoi frutti fino a che Cecilia (Ashlee Simpson) decide di raccontare tutto a Eric. Mary è pronta a ripartire con il suo nuovo fidanzato, il Capitano Jack Smith, che ha il doppio dei suoi anni. Eric si confronta con Jack, il quale gli rivela che presto si trasferirà con la ragazza a Fort Lauderdale. Kevin parla con Ruthie sul fatto del ruolo di adulti e di bambini all'interno di casa Camden.
- Guest star: Alan Fudge (Lou Dalton), Jessica Biel (Mary Camden), Grant Goodeve (Capitano Jack Smith)

## Il nemico che è in noi
- Titolo originale:  The Enemy Within
- Diretto da: Harry Harris
- Scritto da: Brenda Hampton

### Trama
Ken Smith (Pat Boone) fa una visita ad Eric ed Annie accusando Mary di sedurre suo figlio. Ken minaccia di vendere la terra nei dintorni della Chiesa se Mary e Jack non romperanno. Cecilia informa Simon sul fatto che una ragazza con cui lui è uscito a pagamento sia incinta. Il ragazzo, con l'aiuto del Detective Michaels convince la ragazza a lasciare il suo bambino all'ospedale dove potrà essere affidato a qualcuno. Lucy comincia a domandarsi se Kevin abbia mai avuto altre donne. Quando Ben si reca a scuola a prendere Ruthie, vede una ragazzina che si sta prendendo gioco di Ruthie e comincia a deridere anche ciò. Il vicepreside è così costretto a chiamare la polizia. 
- Guest star: Oliver Adams (Jake Davis), Christopher Michael (Detective Michaels), Mitzi Brewer (Infermiera), Britany Lapham (Linda), Amanda MacDonald (Claire), Pat Boone (Ken Smith), Cindy Williams (Val), Wen Yann Shih (Assistente)

## Il grande cuore di Eric
- Titolo originale:  Blowling for Eric
- Diretto da: Tony Mordente
- Scritto da: Sue Tenney

### Trama
Eric scopre di dover subire un'operazione a cuore aperto, un doppio bypass ma non sa come dirlo alla sua famiglia. Così decide di portarli tutti al bowling. Simon è segregato in casa e non può uscire con Cecilia. Robbie chiede a Kevin di annullargli una multa ma il ragazzo si rifiuta. Lucy vuole sapere delle passate relazioni di Kevin ma il ragazzo non gliene vuole parlare. Eric riuscirà a rivelare solo ad Annie di dover affrontare un'operazione e rimane ferito dalle parole che Simon gli dice riguardo alle forse troppe attenzioni che il padre ha nei suoi confronti.
- Guest star: Ed Begley Jr. (Hank Hastings), Ron Zimmerman (Doc), Andy Umberger (Dr. Dunne)

## Il cuore del problema
- Titolo originale:  The Heart of the Matter
- Diretto da: Paul Snider
- Scritto da: Sue Tenney

### Trama
Eric è in sala operatoria mentre fuori stanno aspettando impazientemente Annie, Lucy, Simon e Robbie. Ruthie non vuole andare in ospedale perché il padre le ha mentito e non vuole perdonarlo. Matt ha degli esami e non può recarsi in ospedale ma arriva comunque Sarah che riuscirà a far capire a Ruthie che dopotutto il padre le ha mentito a fin di bene. Lucy capisce di essere pronta a sposare Kevin e glielo comunica ma il ragazzo non ha intenzione di chiederglielo ufficialmente. A sistemare le cose ci penseranno Robbie e Ben, nel frattempo arrivato per sostenere la famiglia. Simon non riesce a parlare con nessuno della ragazza che ha aiutato a partorire e a lasciare il bambino in ospedale così decide di confidarsi con l'unica persona con la quale abbia mai parlato di questa ragazza. 
- Guest star: Sarah Danielle Madison (Sarah Camden), Alan Fudge (Lou Dalton), Christopher Michael (Detective Michaels), Jordan Wood (Susan), Diana Castle (Infermiera)

## La convalescenza
- Titolo originale:  Regarding Eric
- Diretto da: Joel J. Feigenbaum
- Scritto da: Sue Tenney

### Trama
Lucy deve aiutare il suo amico Paul a convincere i suoi familiari a lasciarlo viaggiare con la troupe di attori per il quale lavora. Eric si sente depresso perché non trova nulla di veramente importante da fare così Annie suggerisce ai ragazzi di far risolvere i loro problemi a loro padre. Ruthie prende a cuore il suggerimento e in segreto racconta a Eric dei problemi sentimentali degli altri. L'intromissione di Ruthie nelle vite dei fratelli crea però non pochi problemi. Kevin scopre che Ben ha deciso di prolungare la sua permanenza a Glenoak.
- Guest star: Gordon Billinger (Paul), Audrey Wasilewski (signora Brand), Lenny Clarke (Lenny), Diane Dupuy (Diane), Ruth DeSosa (Marie), Kay Panabaker (Alice Brand), Pete Gardner (signor Brand)

## Un nuovo pastore
- Titolo originale:  Gabrielle Come Blow Your Horn
- Diretto da: Tony Mordente
- Scritto da: Brenda Hampton

### Trama
Eric è stupito nello scoprire che la Chiesa ha assunto un nuovo pastore associato, Chandler Hampton (Jeremy London) per aiutarlo mentre lui si sta riprendendo dall'operazione al cuore. Nel frattempo, Lucy è furiosa quando lei e Ruthie sorprendono Kevin e Roxanne in una gioielleria, così pensa che loro stanno scegliendo insieme l'anello di fidanzamento che Kevin le donerà. Simon ascolta senza entusiasmo Cecilia che gli racconta del suo nuovo amico French. Infine una governante fumatrice e bevitrice, Gabrielle (Phyllis Diller), mandata da "Il Colonnello" arriva a casa Camden.
- Guest star: Alan Fudge (Lou Dalton), Barbara Rush (Nonna Ruth Camden), Nick Steele (Mark), Phyllis Diller (Gabrielle)

## Sotto pressione
- Titolo originale:  Peer Pressure
- Diretto da: Bradley Gross
- Scritto da: Barry Watson

### Trama
Eric e il Rabbino Glass fanno una visita alla Chiesa per spiare il nuovo pastore associato. Nel frattempo Ruthie si trova in un grande problema quando viene sorpresa a danzare dolcemente col suo ragazzo invece di fare da baby-sitter a Sam e David. Lucy chiede a Simon di raccogliere alcune informazioni su Roxanne durante il giro di controllo con Kevin e la collega. Kevin deve delle spiegazioni a Lucy dopo aver incontrato la sua ex moglie (Mindy Burbano).
- Guest star: Oliver Adams (Jake Davis), Richard Lewis (Rabbino Richard Glass), Ashley Solomon (Yasmine), Todd McKee (Dottore), Mindy Stearns (Mindy Kinkirk)

## Anime perse
- Titolo originale: Lost Soul
- Diretto da: Harry Harris
- Scritto da: Brenda Hampton

### Trama
Lo strano comportamento di Eric dopo l'operazione gli fa prendere una decisione che gli cambierà la vita e che preoccupa Annie. Il Reverendo decide di lasciare il suo lavoro. La sua decisione diventa sempre più sicura dopo che il nuovo vicino di casa lo chiama "Signor Camden" e non Reverendo. Stanco di risolvere i problemi degli altri, Eric decide di estraniarsi sia dalla famiglia sia dalla comunità. Nel frattempo, Lucy si reca dal nuovo pastore associato per chiedergli dei consigli dopo aver visto Kevin e Roxanne ballare insieme. Kevin non riesce più a trovare Lucy così interrompe l'appuntamento di Simon e Cecilia per farsi aiutare a trovare la ragazza. Quando Kevin trova Lucy e Chandler che parlano in chiesa, in modo assolutamente innocente, si arrabbia e per ripicca bacia Roxanne.
- Guest star: Brad Maule (George Smith), Scotty Leavenworth (Peter Petrowski), Shannon Kenny (Paris Petrowski), Cody Bryant Band, Jennifer Tillett (Cameriera), Dar Dixon (Mitch)

## Grido d'aiuto
- Titolo originale: A Cry For Help (Female Trobule)
- Diretto da: tony Mordente
- Scritto da: Sue Tenney

### Trama
Durante la crisi di carriera e lo spavento di Annie, Eric prende posto come DJ della stazione radio di un college. La cosa si fa seria quando Eric e il suo produttore (Usher) ricevono una chiamata da uno studente che minaccia il suicidio. Nel frattempo Lucy si rifiuta di passare del tempo con Roxanne, cosa che mette in una situazione impossibile Kevin. In seguito Roxanne chiede al Sergente Michaels di assegnarle un nuovo partner perché le tensioni tra lei e Lucy sono troppe. Ben rischia di essere arrestato dopo aver tentato di entrare in un pub per adolescenti su consiglio di Simon e Cecilia. Ruthie cerca di trovare il modo di rompere col suo ragazzo senza che egli si metta a piangere.
- Guest star: Oliver Adams (Jake Davis), Christopher Michael (Detective Michaels), Usher (Will), Matt Czuchry (Carl), Caitlin Martin (Emily Cooper), Laura Stone (Proprietario Club), Barton Tinapp (Davis Chapman), Kelsey Whitlock (Ragazza)

## La messa della Domenica
- Titolo originale:  Sunday
- Diretto da: Joel J. Feigenbaum
- Scritto da: Brenda Hampton

### Trama
Eric da ad Annie il suo manoscritto da leggere ma lei non è felice di sapere che il marito sta passando il suo tempo scrivendo cose "oscene" invece di tornare a scrivere i suoi sermoni per la chiesa. Nel frattempo, Simon e Cecilia discutono della possibilità di fare sesso per la prima volta e sciaguratamente decidono di condividere la loro decisione con i loro genitori che però sono contrari. Infine, Lucy decide di spiare Roxanne e Chandler al loro primo appuntamento.
- Guest star: Scotty Leavenworth (Peter Petrowski), Brad Maule (George Smith), Hiram Kasten (Farmacista), Brighton Ring (Raina)

## Voglia di vivere
- Titolo originale:  Back in the Saddle Again
- Diretto da: Tony Mordente
- Scritto da: Brenda Hampton

### Trama
Eric accetta di mala voglia di andare dal terapista per accontentare Annie. Nel frattempo, Simon è estasiato quando il padre di Cecilia gli permette di uscire di nuovo con Cecilia, ma la ragazza si sente ancora molto confusa e non vuole tornare con lui. Roxanne diventa sospettosa quando un'attraente ragazza continua a chiedere consigli a Chandler. Infine, Ruthie è scossa dall'apprendere che la sua nuova amica e compagna di cavalcate Katelyn (Katelyn Salmon, nella realtà sorellastra di Mackenzie Rosman) soffre di fibrosi cistica.
- Guest star: Barret Swatek (Cheryl), Brad Maule (George Smith), Katelyn Salmont (Katelyn), David Piel (Dr. Bob Gibson), Randy Salmont (Randy), Matt Lutz (Bob), Ryan McTavism (Joe), David Boyd (Tim)

## La terapia
- Titolo originale: It's Not Always About You
- Diretto da: Joel J. Feigenbaum
- Scritto da: Lawrence H. Levy

### Trama
Annie è curiosa di sapere come procede la terapia di Eric ma va nel panico quando il dottore la invita a partecipare a qualche seduta. Nel frattempo, Lucy prova ad ottenere l'esonero a far parte della giuria di un processo, ma ciò crea la disapprovazione di Kevin che ha una visione diversa del sistema giuridico e della legge diversa da quella della ragazza. Chandler confessa a Roxanne i suoi sentimenti dopo che la ragazza è stata ferita sul lavoro da un senzatetto. Infine, Ruthie ha paura che i suoi genitori divorzino a causa delle loro continue liti.
- Guest star: Matthew Linville (Jimmy Moon), Brad Maule (George Smith), David Piel (Dr. Bob Gibson), Jackée Harry (signora Beane), Sandra Currie (Judge Lanzo), John Valdetero (Dottore), L.A Schackles (Bailiff)

## Stress da fumo
- Titolo originale: Smoking
- Diretto da: Tony Mordente
- Scritto da: Sue Tenney

### Trama
Eric prova ad aiutare Chandler dopo che il giovane ministro apprende che suo padre sta morendo a causa di un cancro. Chandler però si rifiuta di rimettersi in contatto col padre e manda via Eric. Lucy accetta un appuntamento con il fratello fumatore e tatuato di Chandler, Sid, per far ingelosire Kevin tanto da chiederle di sposarla. A casa Camden, intanto, Annie è scioccata quando trova un pacchetto di sigarette nella stanza di Simon. Infine, l'amico di Ruthie, Peter, le chiede di mentire e non dire alla madre del ragazzo che lui fuma.
- Guest star: Scotty Leavenworth (Peter Petrowski), Shannon Kenny (Paris Petrowski), Alan Fudge (Lou Dalton), Jason London (Sid Hampton), Alison Ward (Betty), Ted Mattison (Ragazzo)

## La festa degli innamorati
- Titolo originale:  I Love Lucy
- Diretto da: Joel J. Feigenbaum
- Scritto da: Brenda Hampton

### Trama
Kevin prepara tutto alla perfezione per il giorno di San Valentino. Lucy, però, non vuole parteciparvi perché aveva fatto promettere al ragazzo di non chiederle di sposarlo il giorno di San Valentino. Eric ed Annie convincono Lucy ad andarci. Kevin invita tutti i Camden, il fratello Ben e la madre ad essere presenti quando si proporrà a Lucy. Nel frattempo, Roxanne scopre per caso che Chandler le vuole chiedere di sposarlo ma la ragazza gli dice di non farlo quella sera per non rubare la festa a Lucy e Kevin. 
- Guest star: Scotty Leavenworth (Peter Petrowski), Shannon Kenny (Paris Petrowski), Bobby Short (Bobby Short), Bo Derek (signora Kinkirk), D.J. McCulley (Max)

## L'accusa
- Titolo originale: Stand Up
- Diretto da: Lynn Harris
- Scritto da: Sue Tenney

### Trama
Lucy confessa ad Eric che le si spezzerà il cuore se non sarà lui a celebrare il suo matrimonio, l'uomo decide così che è ora di tornare in chiesa. Nel frattempo, Simon sorprende il socio del padre di Cecilia a rubare dei soldi dell'azienda. Il padre poliziotto di Roxanne minaccia Chandler di chiudere immediatamente la relazione con la figlia. Ruthie e Peter provano a trovare una ragazza per Ben usando il cane dei pompieri ma lo perdono. Infine, Annie e Lucy litigano nel preparare il matrimonio della ragazza poiché la madre lo sta preparando senza ascoltare i desideri della figlia.
- Guest star: Scotty Leavenworth (Peter Petrowski), Brad Maule (George Smith), Geoff Stults (Ben Kinkirk), Shannon Kenny (Paris Petrowski), John Bennett Perry (Detective Terry Richardson), Jack Kehler (Walter), Sarah Lancaster (Veronica), Dennis Haskins (Ufficiale), Christopher Murray (Capo pompiere), James Martinez (Ufficiale Willis)

## Matrimonio in pericolo
- Titolo originale:  High Anxiety
- Diretto da: Joel J. Feigenbaum
- Scritto da: Sue Tenney

### Trama
Quando Eric ed Annie scoprono che i loro amici, Morgan e Patricia, stanno attraversando una crisi matrimoniale, li aiutano attraverso i loro recenti problemi per far tornare pace tra i loro amici e correggere gli errori commessi. Nel frattempo, Lucy è stressata dal continuo studio e dalla preparazione del matrimonio ma quando confida a Kevin di voler lasciare gli studi, il fidanzato minaccia di sospendere il matrimonio. Simon e Cecilia vanno a vedere un film per provare ad evitare di pensare al sesso e alla possibilità di farlo. Ruthie prova a trovare una nuova ragazza a Ben perché Mary vuole tornare col ragazzo e la ragazzina invece non vuole che a Ben si spezzi un'altra volta il cuore. Infine, Roxanne decide di abbandonare il dipartimento di polizia quando capisce che suo padre è stato cacciato dal dipartimento ingiustamente. 
- Guest star: Christopher Michael (Detective Michaels), Dorian Harewood (Morgan Hamilton), Olivia Brown (Patricia Hamilton), Geoff Stults (Ben Kinkirk), John Bennett Perry (Detective Terry Richardson), Bob Morrisey (Prof. Clarke), Dennis Cockrum (Direttore teatro), Sean Dwyer (Ladro), Nick DeMauro (Clerk), Emily Harrison (Jill)

## Lo voglio
- Titolo originale: We Do
- Diretto da: Tony Mordente
- Scritto da: Brenda Hampton

### Trama
Quando un forte temporale si abbatte sulla regione e minaccia di posticipare il matrimonio di Lucy e Kevin, tutti si impegnano al massimo per arrivare in tempo al matrimonio. Mary riesce a prendere l'ultimo volo e porta con sé un ospite speciale: Matt. Chandler e Roxanne decidono di andare all'aeroporto a prendere Ben e Vegas, ma le tensioni tra loro sono molte e si chiudono con un combattimento. Matt dà a Lucy alcuni speciali consigli fraterni quando lei gli confessa le sue paure prematrimoniali.
- Guest star: Ed Begley Jr. (Hank Hastings), Deborah Raffin (Julie Hastings), Scotty Leavenworth (Peter Petrowski), Geoff Stults (Ben Kinkirk), Graham Jarvis (Charles Jackson), Alice Hirson (Deceduta Jenny Jackson), Phyllis Diller (Gabrielle), Bo Derek (signora Kinkirk), Kalynn Rose (Lucy a 5 anni), Kendall Rose (Lucy a 5 anni)

## Il tocco della signora Bink
- Titolo originale:  That Touch of Bink
- Diretto da: Elaine Arata e Brenda Hampton
- Scritto da: Harry Harris

### Trama
Il Reverendo Camden e Chandler chiedono aiuto alla Signora Bink per raccogliere soldi per ricostruire il tetto della chiesa ma scoprono che lei stessa ha bisogno di aiuto. Nel frattempo, il ragazzo di Ruthie, Peter, sospetta che il nuovo fidanzato di sua madre nasconda qualcosa. Lucy e Roxanne escono per una serata per sole ragazze durante la quale Lucy condivide con la nuova amica i dettagli più intimi della nuova vita matrimoniale. Infine, anche i gemelli vogliono aiutare a riparare il tetto della chiesa così rubano dei soldi ai loro genitori, a Kevin, Lucy, Simon, Ruthie, Cecilia e dal barattolo della cucina.
- Guest star: Eileen Brennan (signora Gladys Bink), Scotty Leavenworth (Peter Petrowski), Shannon Kenny (Paris Petrowski), Alan Fudge(Lou Dalton), William R. Moses (Dick), Heather McPhaul (Infermiera)

## La truffatrice
- Titolo originale: Dick
- Diretto da: Joel J. Feigenbaum
- Scritto da: Brenda Hampton e Jeffrey Rodgers

### Trama
Dopo che il ragazzo di Ruthie, Peter, mostra sospetti nei confronti del nuovo fidanzato della madre, il Reverendo Camden dà dei consigli per ricercare la radice del problema. Nel frattempo, Chandler offre dei consigli matrimoniali ad una coppia che non sembra per nulla destinata all'altare. Cecilia confida a Simon la ragione per la quale non vuole che i suoi genitori rinnovino la loro promessa di matrimonio. Roxanne prova a convincere Chandler a tornare a casa per sistemare le cose col padre morente.
- Guest star: Scotty Leavenworth (Peter Petrowski), Shannon Kenny (Paris Petrowski), Brad Maule (George Smith), William R. Moses (Dick), Mayim Bialik (Cathy), Bradley White (Mark Iglitz), David Piel (Dr. Bob Gibson), Holly Fulger (signora Smith), Cristine Rose (signora Iglitz)

## Vita e morte (prima parte)
- Titolo originale: Life and Death: Part 1
- Diretto da: Tony Mordente
- Scritto da: Brenda Hampton, Jeff Olsen e Chris Olsen

### Trama
Eric vola a New York per convincere il morente padre di Chandler a fare pace col figlio prima che sia troppo tardi. Nel frattempo, Matt e Sarah sospettano che la ragazza possa essere incinta e una collega di Matt se lo lascia sfuggire con Eric. Lucy è spaventata che possa essere anche lei incinta, entra così nel panico e allontana Kevin. Mary cerca Eric per dirgli quale stupido errore abbia commesso. Lucy offre alla sua compagna di classe Christine di fermarsi per un po' di tempo a casa Camden ma non sa che la ragazza ha un grande segreto. Simon è arrabbiato quando Cecilia si rifiuta di andare al ballo di fine anno con lui e nessuno riesce a capire cosa stia accadendo a Ruthie che si comporta in modo molto strano.
- Guest star: Alan Fudge (Lou Dalton), Sarah Danielle Madison (Sarah Camden), Scotty Leavenworth (Peter Petrowski), Keith Mackechnie (Capo di Matt), Hiram Kasten (Farmacista), Tara Lipinski (Christine), Dan Lauria (Andrew Hampton), Orson Bean (Fake "Andrew Hampton"), Marcia Wallace (Infermiera), Kyle Richards (Paziente di Matt), Jessica Biel (Mary Camden)

## Vita e morte (seconda parte)
- Titolo originale: Life and Death: Part 2
- Diretto da: Tony Mordente
- Scritto da: Brenda Hampton, Jeff Olsen e Chris Olsen

### Trama
Nell'episodio finale della settima stagione, Eric è costretto ad ingannare il padre di Chandler poiché l'uomo non vuole vedere il figlio prima di morire. Nel frattempo, Eric, Annie e la madre di Sarah, Rosina, vogliono fare una sorpresa a Matt e congratularsi con lui per la gravidanza della moglie. Mary confida un enorme segreto a Lucy. Ruthie è diventata una signorina e prova a nasconderlo a tutti con l'aiuto di Peter. Kevin riconosce la nuova ospite di Lucy, Christine, come una ragazza che aveva precedentemente arrestato per prostituzione. Lucy compra un test di gravidanza senza dirlo a nessuno. Infine, cattive notizie arrivano a casa Camden negli ultimi secondi dell'episodio.
- Guest star: Scotty Leavenworth (Peter Petrowski), Laraine Newman (Rosina Glass), Alan Fudge (Lou Dalton), Christopher Michael (Detective Michaels), Tara Lipinski (Christine), Dan Lauria (Andrew Hampton), Marcia Wallace (Infermiera), Orson Bean (finto "Andrew Hampton"), Jessica Biel (Mary Camden)